# Тольбек, Жан Батист Жозеф
Жан Батист Жозеф Тольбек (фр. Jean-Baptiste-Joseph Tolbecque; 17 апреля 1797, Ганзинн, Валлония — 23 октября 1869, Париж) — французско-бельгийский скрипач, дирижёр, композитор.

## Биография
Представитель семьи известных музыкантов.
Учился музыке у Р. Крейцера (игра на скрипке) и А. Рейха (композиция) в Парижской консерватории. В 1820 году был скрипачом при Итальянской опере в Париже, позже занялся танцевальной композицией и был до появления Ф. Мюзара популярнейшим бальным дирижёром в Париже. Дирижировал балами при дворе короля Луи-Филиппа и многочисленными публичными балами, что обеспечило ему большую известность.
С 1828 года — альтист Оркестра концертного общества Парижской консерватории, принимал участие в его создании.
Служил капельмейстером в Париже.

Кадриль из балета-пантомимы в 2-х действиях «Пери». 1843

Тольбек, в первую очередь, известный композитор праздничной танцевальной музыки в Париже XIX века. Его кадрили, вальсы и другие танцы пользовались в Париже большой популярностью.
Написал, вместе с Жильбером и Э. Гиро, оперу «Charles V et Duguesclin», поставленную на сцене театра Odéon в Париже в 1827 году. Создал вместе с Эдуаром Дельдевезом балет-пантомиму «Вер-вер», данный в Большой Опере в 1851 г.
Оставил ряд партитур, которые сохранились в музыкальном отделе Национальной библиотеки Франции. Среди них Galop des tambours, имевший огромный успех на парижских карнавалах в 1839 и 1840 годах. Так, на балу театра «Ренессанс» его исполнял, под руководством самого композитора, оркестр из сорока барабанщиков.
|  |  |  |

Из семьи Тольбеков также известны
- Исидор Жозеф (1794—1871) — также композитор танцев;
- Огюст Жозеф (1801—1869) — талантливый скрипач, играл в оркестре Большой оперы, выступал с консерваторскими концертами, а позднее в королевской опере в Лондоне;
- Шарль Жозеф (1806—1833) — скрипач, капельмейстер театра Variétés;
- сын Огюста Жозефа — Огюст, (род. 1830 в Париже), отличный виолончелист, ученик Валена в консерватории, в 1865—1871 годах был преподавателем игры на виолончели в марсельской консерватории, потом снова в Париже, участвовал в консерваторских концертах, и сын его — Жан (род. 1857) — также даровитый виолончелист.